# Toepolev Tu-444
De Toepolev Tu-444 (Russisch: Туполев Tу-444) is een concept-supersonisch-zakenvliegtuig van de Russische vliegtuigontwerper Toepolev. Hoewel de markt voor grote supersonische passagiersvliegtuigen nauwelijks nog bestaat is er wel degelijk interesse voor supersonische zakenvliegtuigen. Verschillende vliegtuigbouwers, waaronder ook Cessna zijn bezig met de ontwikkeling van een dergelijk toestel. Toepolev heeft hierbij het grote voordeel dat het veel kennis heeft opgedaan bij de bouw van de Toepolev Tu-144. Er zijn dan ook veel overeenkomsten te zien in het uiterlijk van de Tu-144 en dat van de Tu-444.